# Charles Marie Walckenaer
Pour les articles homonymes, voir Walckenaer et Famille Walckenaer.
Le baron Charles Marie Walckenaer (7 novembre 1858 - 1er janvier 1941) est un ingénieur français, spécialisé dans la question des appareils à vapeur, major de l'École polytechnique, inspecteur général des mines, professeur à l'École des ponts et chaussées, vice-président du Conseil général des mines de 1925 à 1929, président de l'association PCM en 1924.
Il est l'arrière petit-fils de Charles Athanase Walckenaer, le gendre de Paul Bernard Labrosse-Luuyt et le père de François Walckenaer.

## Ouvrages
- "Note sur les relations entre la pression, le volume et la température de l'acide carbonique", Paris, Vve C. Dunod , 1893
- "Note sur un accident d'appareil à vapeur causé par l'entartrement rapide d'un tuyau d'alimentation", Paris, Vve C. Dunod , 1896
- "Sur un mode particulier d'avaries le long des rivures de chaudières", Paris, Vve C. Dunod , 1896
- "Les Trappes d'expansion de vapeur des fourneaux de chaudières", Paris, Vve C. Dunod , 1896
- "Note sur la traction électrique à prise de courant aérienne...", Paris, P. Vicq-Dunod , 1897
- "Accidents causés par des ruptures de tubes à fumée de 1888 à 1896", Paris, P. Vicq-Dunod , 1897
- "Remarques et expériences à l'occasion d'un manque d'eau dans un générateur de vapeur", Paris, P. Vicq-Dunod , 1897
- "De l'Emploi des boulons à charnières pour maintenir les obturateurs amovibles de certains récipients de vapeur", Paris, P. Vicq-Dunod , 1897 (avec Ernest Polonceau)
- "Les Assemblages dans la constitution des chaudières à tubes d'eau", Paris, Veuve C. Dunod , 1901
- "Rapport sur la sécurité des ascenseurs", Paris, impr. Chaix , 1903
- "Revue périodique des accidents d'appareils à vapeur", Paris, Vve C. Dunod , 1903
- "Compte rendu de quelques essais relatifs à l'écoulement de la vapeur...", Paris, H. Dunod et E. Pinat , 1905
- "Ministère du commerce, de l'industrie, des postes et des télégraphes. Exposition universelle internationale de 1900 à Paris. Rapports du jury international. Groupe IV. Matériel et procédés généraux de la mécanique. 1re partie, classe 19. [Machines à vapeur. Rapport du jury international / par M. Charles Walckenaer...]", Paris, Impr. nationale , 1906
- "La Réglementation des appareils à vapeur et des autres appareils à pression de vapeur ou de gaz", Paris, P. Dupont , 1910
- "René Zeiller"
- "Note sur trois explosions de collecteurs soudés"Paris, Vve C. Dunod , 1914